# Fury from the Deep
Fury from the Deep (La fureur venue des profondeurs) est le quarante-deuxième épisode de la première série de la série télévisée britannique de science-fiction Doctor Who, diffusé pour la première fois en six parties hebdomadaires du 16 mars au 20 avril 1968 et voit le départ de la série de Deborah Watling et de son personnage de Victoria Waterfield. Aucune partie complète de cet épisode n'ayant été retrouvée, il est considéré comme disparu.

## Accroche
Le Docteur et ses compagnons se retrouvent dans une station destinée à acheminer du gaz, se trouvant sur une petite ville côtière de l'Angleterre. La ville commence à être malade à cause d'une mousse étrange se trouvant dans les tuyaux... 

## Casting
- Patrick Troughton — Le Docteur
- Frazer Hines — Jamie McCrimmon
- Deborah Watling  — Victoria Waterfield
- Victor Maddern — Robson
- Roy Spencer — Frank Harris
- June Murphy — Maggie Harris
- John Abineri — Van Lutyens
- John Garvin — Carney
- Hubert Rees — Ingénieur Chef
- Graham Leaman — Price
- Richard Mayes — Chef Baxter
- Margaret John — Megan Jones
- Brian Cullingford — Perkins
- Bill Burridge — Mr Quill
- John Gill — Mr Oak
- Peter Ducrow — Garde

## Résumé
Le TARDIS ayant atterri près de l'océan, le Docteur, Jamie et Victoria se retrouvent à devoir ramer vers une plage d'Angleterre envahie par des algues et de la mousse. Ils y trouvent un pipe-line dans lequel on peut entendre un bruit étrange. Alors qu'il utilise son tournevis sonique pour l'ouvrir, des hommes armées enlèvent le Docteur et ses compagnons à l'aide de fusils tranquillisants. Ceux-ci se réveillent dans une station chargée de récupérer du gaz et sont questionnés sur leur présence dans une zone privée. Bien que censés être emprisonnés, le Docteur et ses compagnons commencent à fouiller les lieux pour savoir ce qui produisait ce bruit et trouvent un fragment d'algue qui semble vivant. 
Très vite, Maggie Harris, la femme du technicien Frank Harris devient malade après avoir touché un échantillon d'algue, et Victoria, enfermée dans la salle d'oxygène de la station se retrouve face à une créature tentaculaire. Le Docteur et Jamie l'en délivrent, mais le monstre se rétracte et Victoria est considérée comme une hystérique. Alors que des sabotages semblent avoir lieu dans la station, le chef, Robson, refuse que le gaz soit coupé. Tous commencent cependant à entendre le bruit bizarre semblable à un battement de cœur dans les tuyaux. 
Pendant que Frank Harris est allé chercher le Docteur pour qu'il puisse soigner sa femme, celle-ci reçoit la visite de deux réparateurs, Mr Quill et Mr Oak. Les deux hommes portent sur leur corps des marques laissées par les algues et un étrange gaz sort de leur bouche. Lorsque le Docteur arrive sur place, celle-ci semble plongée dans le coma. Victoria remarque l'échantillon de mousse qui semblait destinée à Frank Harris. En l'examinant, le Docteur découvre que celle-ci ressemble à un monstre marin décrit dans un livre de légende du XVIIIe siècle. L'échantillon se met à produire un gaz étrange et une mer d'écume qui oblige le professeur, Jamie et Victoria à arrêter leurs expériences.
Après avoir perdu son sang froid devant ses collaborateurs, Robson rentre dans sa chambre où l'un des réparateurs le soumet au gaz. Bientôt, Robson est soumis à une volonté supérieure et il rejoint, sur la plage, Maggie Harris elle aussi dans un état hypnotique. Celle-ci plonge dans l'eau sous ses yeux. Pendant ce temps-là, la base reçoit la visite de Megan Jones, la directrice d'Euro Sea Gas. Assez stricte au départ, elle se met aux côtés du Docteur lorsque tous s'aperçoivent que les créatures ne s'attaquent pas seulement aux pipe-lines mais aussi à l'humanité. Se rappelant l'attaque subie par Victoria, le Docteur en conclut que l'oxygène est néfaste pour les algues. Infiltrés dans la base depuis un moment sous la forme de techniciens de surface, Oak et Quill tentent d'empêcher ça, mais sont démasqués par Victoria. Quill tente d'assassiner Jamie qui réussit à se défendre.
Robson s'enfuit de sa chambre et capture Victoria afin de l'amener sur une plate-forme maritime par hélicoptère. Le Docteur et Jamie partent à sa poursuite et, arrivant sur la plate-forme, ils découvrent un Robson transformé en une nouvelle créature. Jamie libère Victoria qui réussit à repousser Robson grâce à ses cris et tous retournent à la base non sans un passage périlleux en hélicoptère. Le Docteur a découvert que les cris de Victoria pouvaient repousser la mousse et il se sert d'un enregistrement de son cri, qu'il amplifie, afin de détruire complètement la créature. Ils contactent la base, Robson et Maggie Harris sont revenus à eux. 
Après un repas avec l'ensemble du personnel de la base, Victoria fait part de ses sentiments à Jamie et au Docteur : voyager dans l'espace-temps ne lui a apporté que des problèmes, et elle décide de rester avec eux au grand dam de Jamie. Alors que le TARDIS repart et que Victoria reste sur la plage, le Docteur dit à Jamie que lui aussi avait un faible pour elle.

## Continuité
- C'est la première fois que le Docteur utilise un tournevis sonique.
- Victoria fait remarquer que le TARDIS se pose toujours sur la planète Terre et Jamie fait remarquer que c'est vraiment souvent en Angleterre. Une ironie sur le pseudo côté aléatoire des voyages du TARDIS.
- On apprend que le TARDIS peut flotter sur l'eau.

## Production

### Scénarisation
À l'origine de cet épisode s'en trouvait un autre, "The Slide", proposé en 1964 par le scénariste Victor Pemberton à la production de Doctor Who, rejeté le 24 septembre 1964 par le "script-éditor" (responsable des scénarios) de l'époque, David Whitaker, car il ressemblait trop à un épisode de la série "Quatermass." Cet épisode racontait l'arrivée d'une boue étrange qui prenait possession des habitants d'un petit village de l'Angleterre et fut adapté afin de servir de scénario à une pièce radiophonique de la BBC en 1966.
À l'été 1967, Victor Pemberton étant devenu brièvement « script éditor » de Doctor Who, lors du changement de production entre Innes Lloyd et Peter Bryant, il proposa une adaptation de « The Slide ». La boue fut changée par des algues et la localisation fut amenée dans un centre de gaz naturel (dont l'exploitation s'était récemment implantée en France) L'épisode fut commandée le 5 octobre 1967 sous le titre provisoire de “The Colony Of Devils” (la Colonie des Démons). 
Pemberton quitta très vite la charge de « script éditor » qu'il considérait comme « peu intéressante » mais son successeur Derrick Sherwin n'aimait pas vraiment ce script et procéda à plusieurs changements : Une intrigue secondaire des parties 4 et 5 fut supprimée dans laquelle on apprenait que l'algue s'était propagée dans toute la Grande-Bretagne grâce aux pipe-lines, Victoria devait tuer un des faux réparateurs grâce à son cri et Jamie réussissait à repousser l'algue grâce à sa cornemuse. De plus, certains noms furent changés car ils ressemblaient à ceux de personnages des épisodes précédents.  Ces changements déplurent à Victor Pemberton qui proposa qu'on supprime son nom du générique, mais il se ravisa. Finalement, il s'agira du seul scénario écrit par lui qui aura été mis en production. 
Repoussé à cause de la réécriture pour devenir l'épisode de production RR, l'épisode fut mis en chantier à l'époque de la fin de contrat de l'actrice Deborah Watling qui ne souhaitait pas rempiler une année supplémentaire et le script fut modifié une nouvelle fois pour inclure son départ. 

### Casting
- Roy Spencer avait déjà joué le rôle de Manyak dans « The Ark ».
- Hubert Rees joua aussi le rôle du Capitaine Ransom dans « The War Games » et celui de John Stevenson dans « The Seeds of Doom ».
- June Murphy joua plus tard le rôle du 3e officier Jane Blythe dans « The Sea Devils ».
- John Abineri tint les rôles du Général Carrington dans « The Ambassadors of Death » de Richard Railton dans « Death to the Daleks » et de Ranquin dans « The Power of Kroll ».
- Margaret John joua plus tard le rôle de la grand-mère Connolly dans l'épisode de la nouvelle série « L'Hystérique de l'étrange lucarne ».

### Tournage
Le réalisateur engagé pour cet épisode fut Hugh David, qui avait précédemment réalisé « The Highlanders » et dont ce fut la dernière réalisation pour la série Doctor Who. 
Après avoir espéré (en vain) pouvoir tourner dans une réelle raffinerie, les tournages des plans extérieurs eurent lieu du 4 au 6 février 1968 au Red Sands Sea Fort, sur les bords de la Tamise ainsi que sur la plage de Botany Bay dans le Kent. Sur une suggestion d'un des assistants de production, Michael Briant, le tournevis utilisé par le Docteur fut remplacé par un "tournevis sonique", une bizarrerie qui deviendra un des accessoires préférés du Docteur. Du 7 au 8 février furent tournés les plans de mousses dans les studios d'Ealing afin de pouvoir utiliser une machine à mousse de la BBC et, le 12 février, les plans d'hélicoptères furent filmés au Denham Aerodrome à Denham dans le Buckinghamshire. Patrick Troughton refusera d'ailleurs de jouer certaines scènes à cause de l'alcoolisme d'un des pilotes. C'est à ce moment-là que le script acquit son nom définitif de "Fury from the Deep" afin d'éviter d'utiliser le mot "Devil" banni par la BBC, ce qui en fait le seul épisode de l'ère Troughton à ne pas commencer par "The". 
Comme l'habitude le voulait, chaque partie fut tournée au studio BBC D de Lime Grove, les épisodes étant répétés toute la semaine avant d'être enregistrés d'un seul tenant dans la journée du samedi. La première partie fut tournée le 24 février 1968. La production dû revenir dans les studios d'Ealings du 5 au 6 mars pour tourner la bataille entre le Docteur et Robson au milieu de la mousse et ayant lieu dans les parties 5 à 6.
La dernière partie fut enregistrée dans le Studio 1 du centre télévisuel de la BBC. Le studio D de Lime Grove était trop étroit pour une série comme Doctor Who, mais la BBC leur avait souvent refusé ce changement de studio. À la suite du déménagement, la dernière partie fut enregistrée le 29 mars 1968.

## Diffusion et réception
| Épisode | Date de diffusion | Durée | Téléspectateurs en millions | Archives                                |
| --- | ----------------- | ----- | --------------------------- | --------------------------------------- |
| Épisode 1 | 16 mars 1968      | 24:54 | 8,2                         | Bande audio et quelques extraits vidéos |
| Épisode 2 | 23 mars 1968      | 23:08 | 7,9                         | Bande audio et quelques extraits vidéos |
| Épisode 3 | 30 mars 1968      | 20:29 | 7,7                         | Bande audio et quelques extraits vidéos |
| Épisode 4 | 6 avril 1968      | 24:17 | 6,6                         | Bande audio et quelques extraits vidéos |
| Épisode 5 | 13 avril 1968     | 23:40 | 5,9                         | Bande audio et quelques extraits vidéos |
| Épisode 6 | 20 avril 1968     | 24:24 | 6,9                         | Bande audio et quelques extraits vidéos |
| Diffusé en six parties du 16 mars au 20 avril 1968, l'épisode débuta par score de 8,2 millions de téléspectateurs pour descendre vers 5,9 puis 6,9 durant les deux dernières semaines,. |                   |       |                             |                                         |

Dans l'édition du programme télévisé, Radio Times datant du 20 au 26 janvier 1968, un article nommé "The Monstrous World of Doctor Who", et écrit par Gay Search, faisait la promotion de cet épisode en décrivant le monstre que le Docteur allait affronter. 
Pour une raison étrange, la partie 3 avait pour musique de générique celui des premières saisons. 
L'épisode est plutôt bien apprécié rétrospectivement : Le Doctor Who : The Discontinuity Guide considère que l'épisode est typique de l'épisode effrayant ("behind the sofa"), même s'il met en scène une histoire inhabituelle, un personnage féminin fort et quasiment aucun mort. Le Doctor Who, the Television Companion renvoie aussi aux images effrayantes de cet épisode : l'attaque d'Oak et Quills, Victoria attaquée par une créature dont le tentacule sort des conduits de ventilation, Maggie Harris se jetant à l'eau à la fin de l'épisode, etc. Paul Clifton, écrit aussi dans le DWB no 119, de novembre 1993 qu'une des clés de cette histoire reste le fait que la base est l'abri de gens ordinaires et non d'une base top-secrète comme précédemment.

### Épisodes manquants
Dans les années 1970, à des fins d'économie, la BBC détruisit de nombreux épisodes de Doctor Who. La totalité de Fury from the Deep fut détruite vers l'année 1974. La bande audio et des captures d'écran (les « télésnaps » inventions de la BBC) permirent de reconstruire cet épisode, notamment sous forme de roman photo.
Néanmoins, quelques extraits survécurent : ainsi, le début de l'épisode où le TARDIS se pose sur l'eau a été réutilisé pour la dixième partie de « The War Games ». D'autres passages furent découverts en Australie et rendus à la BBC par Damien Shanahan en 1996. En effet, lors de la diffusion à l'étranger, certains passages de la première partie, jugés trop violents ou inutiles, furent censurés et ce sont ces moments censurés qui ont été retrouvés. On trouve ainsi la scène d'agression de Maggie Harris par Oark et Quills, le meurtre d'un garde par Robson et la mort de Van Lutyens.
Enfin, en juillet 2003, 3 minutes 20 de la partie 6 furent découverts dans les archives de la BBC par Andrew Martin. Il s'agissait de rushs de la bataille finale entre le Docteur et la créature d'algues.

## Novélisation
L'épisode fut novélisé sous le titre de « Fury from the Deep » par Victor Pemberton lui-même, en mai 1986, sous le numéro 110 de la collection Doctor Who des éditions Target Book. Celui-ci dira avoir réécrit une grande partie de tête car la BBC ne le laissait plus avoir les scripts originaux. Cette novélisation ressortit dans une version « étendue » le 16 octobre 1986 et n'a jamais connu de traduction.

## Édition VHS, cassette audio, CD et DVD
L'épisode n'a jamais été édité en français, mais a connu plusieurs éditions au Royaume-Uni, en Australie et aux États-Unis.
- La bande son de l'épisode retrouvée par les fans a été éditée sur cassette en 1993 avec une narration de Tom Baker.
- Les quelques extraits (les passages de la censure australienne et une vidéo du tournage couleurs en 8 mm) sont sortis en VHS dans le documentaire "The Missing Years."
- Ces extraits sont aussi disponibles dans le coffret DVD Doctor Who, Lost in Time sorti en novembre 2004 et réunissant tous les passages d'épisodes perdus.
- En 1999, un documentaire de fan de 50 minutes nommé « The Making of Fury from the Deep » incluait les télésnaps de l'épisode avec l'interview des différents protagonistes de l'époque.
- La bande son ressortit en version restaurée en CD en 2004 avec la voix off de Frazer Hines servant d'introduction et de lien entre les différents passages.
- Une version abrégée de la novélisation, lue par le fils de Patrick Troughton, David Troughton, est aussi disponible sur six CD depuis le 7 juillet 2011 aux éditions Audiogo. Cet enregistrement comporte de nouveaux sons.
- Une reconstruction de l'épisode a été effectuée par l'équipe de « Loose Cannon Productions » en février 2005 [8]. L'épisode, diffusé gratuitement par VHS, est constitué d'un diaporama à partir des bandes son, des télésnaps de l'épisode et des passages censurés en Australie. Elle y inclut également une introduction et une conclusion par Roy Spencer (Harris), un mini-documentaire sur les coulisses de l'épisode, une interview de Roy Spencer et le documentaire « The Making of Fury from the Deep ».
- Sur la chaine YouTube officielle de la série, est annoncée le 27 octobre 2019 la sortie animée en couleur de l'épisode pour 2020.